# Cussy-le-Châtel
 Cussy-le-Châtel  là một xã ở tỉnh Côte-d’Or trong vùng Bourgogne-Franche-Comté, phía đông nước Pháp. Xã Cussy-le-Châtel nằm ở khu vực có độ cao từ 400-459 mét trên mực nước biển.